# Carl Hering (Ingenieur)

Carl Hering

Carl Hering (* 29. März 1860 in Philadelphia, Pennsylvania, USA; † 10. Mai 1926 ebenda) war ein US-amerikanischer Elektroingenieur.

## Leben
Er studierte Maschinenbau an der Universität von Pennsylvania in Philadelphia und erhielt dort 1880 seinen Bachelor of Science. Anschließend unterrichtete er dort als Lehrer für Mathematik und Maschinenbau. Im Jahr 1883 nahm er seine Studien der Elektrotechnik als erster Assistent von Erasmus Kittler an der Fakultät für Elektrotechnik der TH Darmstadt auf. Dort war 1882 gerade der erste Lehrstuhl für Elektrotechnik gegründet worden. Hier lernte Carl Hering u. a. Michail von Dolivo-Dobrowolsky kennen, mit dem er auch nach seiner Rückkehr in die USA rege Kontakte pflegte. Außerdem war Hering in dieser Zeit der Chefkonstrukteur der Firma Henry Möhring in Frankfurt am Main.
Zurückgekehrt in die USA eröffnete Carl Hering 1886 eine Firma, die sich u. a. auf elektrische Öfen spezialisierte. Diese Firma leitete er fast 40 Jahre bis zu seinem Tod. Außerdem war Hering immer wieder als beratender Ingenieur tätig. 1887 erhielt er den Master of Science von der Universität von Philadelphia. 1889 nahm er im Auftrag der amerikanischen Regierung an der Weltausstellung in Paris teil. Um 1890 untersuchte er die Möglichkeiten von elektrischen Batterien. In diesem Bereich erhielt er zahlreiche Patente.
Zusammen mit E. F. Roeber und J. W. Richards gründete 1892 er die Zeitschrift Electrochemical Industry, den Vorgänger von Chemical and Metallurgical Engineering. Mit E. F. Roeber, C. J. Reed und J. W. Richards gründete er 1902 auch die American Electrochemical Society. Er war Mitglied des Franklin-Instituts.
1908 entwickelt Carl Hering einen Induktionsversuch, heute als Heringsches Paradoxon bekannt, der zum Lehrplan aller grundlegenden Physikvorlesungen an Universitäten gehört.
Hering engagierte sich auch in der Politik und Verwaltung von Pennsylvania. 1898 war er local secretary und von 1891–1893 und 1895–1898 war er Vize-Präsident.
Carl Hering verstarb am 10. Mai 1926.

## Ehrungen
- 1891: Ritter der französischen Ehrenlegion
- 1912: Dr. Science ehrenhalber